# Amerykańska Administracja Pomocy

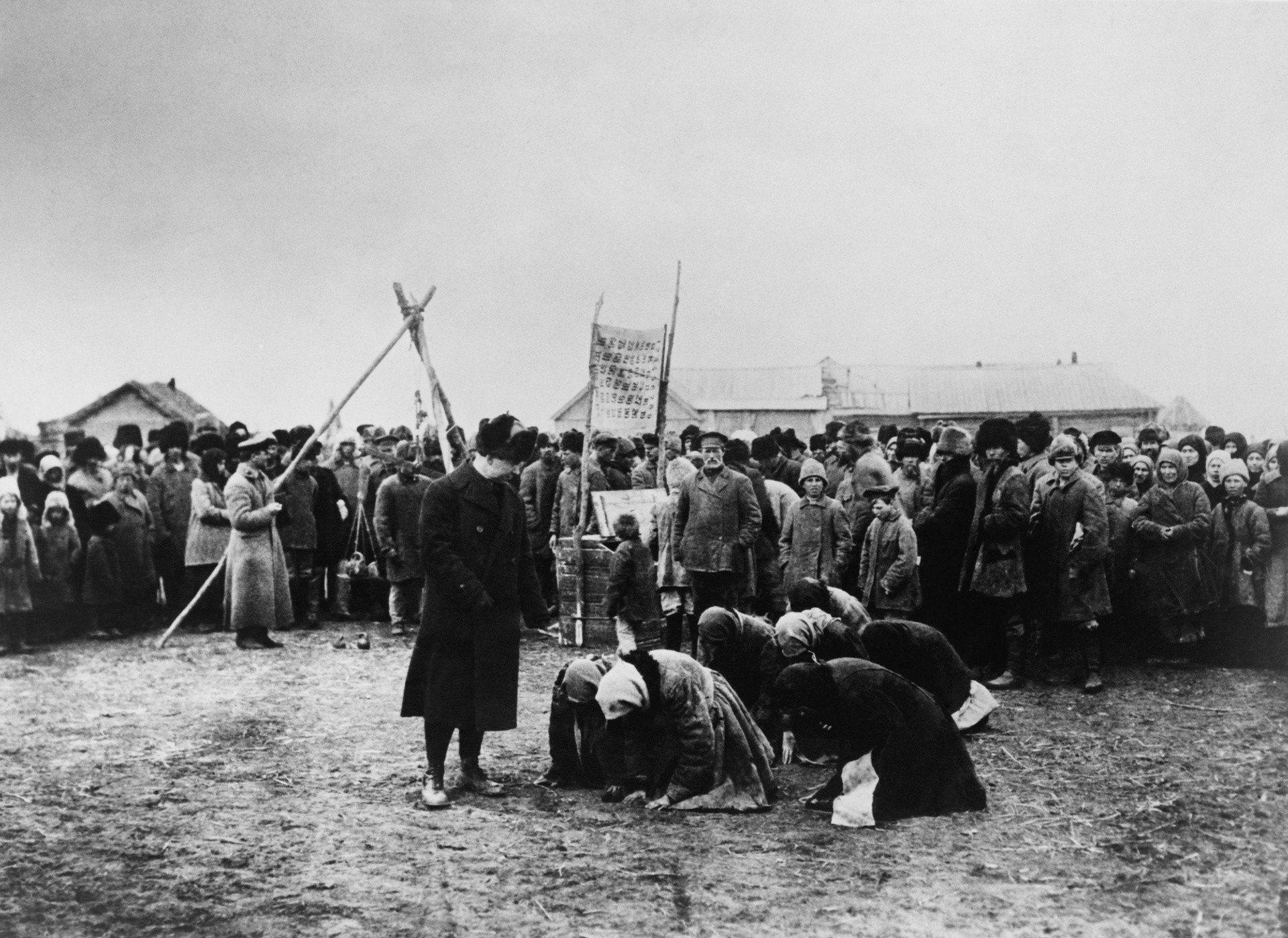
Punkt dystrybucji żywności Amerykańskiej Administracji Pomocy w Rosji, 1922

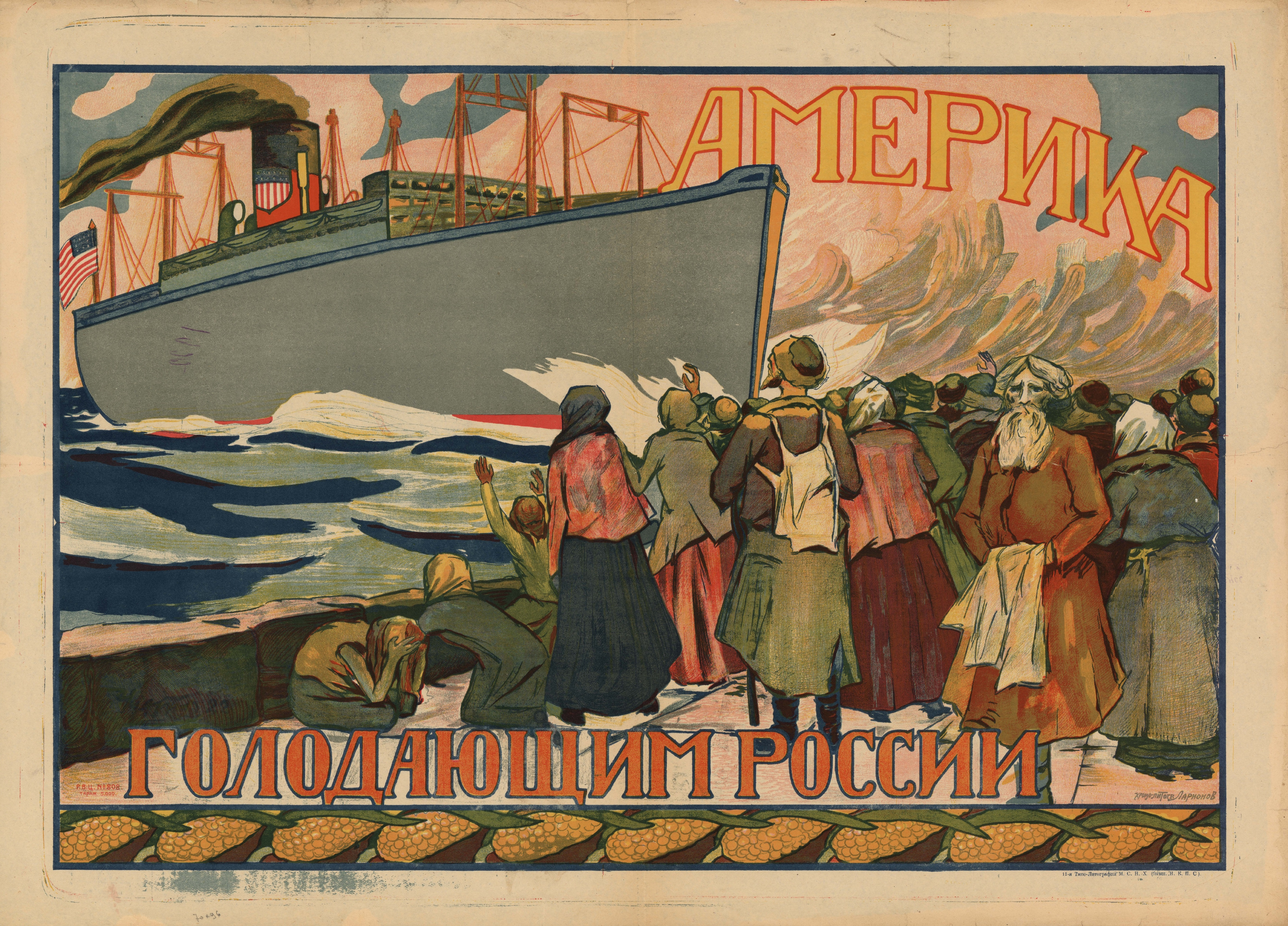
„Ameryka głodującym Rosji” – plakat reklamujący działania Amerykańskiej Administracji Pomocy w Rosji z początku lat 20.

Amerykańska Administracja Pomocy (ang. American Relief Administration, ARA; w starszych źródłach polskich nazwa organizacji jest także tłumaczona jako Amerykański Wydział Ratunkowy) – amerykańska organizacja rządowa mająca na celu dostarczenie pomocy humanitarnej (głównie żywnościowej) do Europy (później także ZSRR) po zakończeniu I wojny światowej.

## Historia
ARA została powołana przez amerykański Kongres 24 lutego 1919 r. Początkowo dysponowała budżetem 100 mln USD; suma ta wzrosła dzięki napływowi środków prywatnych. ARA dostarczyła ok. 4 milionów ton artykułów do 23 krajów (przede wszystkim Wielkiej Brytanii, Francji, Włoch, Belgii, Czechosłowacji, Niemiec, Austrii, Polski i Rosji radzieckiej, a także krajów bałtyckich, Armenii, Jugosławii, Węgier, Rumunii i Turcji). Około 20% jej środków było skierowanych dla Polski, działalność ARA obejmowała dostawy zboża, mleka, tłuszczów, odzieży i sprzętu technicznego; produkty te rozdzielały organizacje społeczne i pełnomocnicy rządu.
Znacząca cześć środków ARA szła na pomoc dzieciom. ARA niosła także pomoc innym potrzebującym – repatriantom, nauczycielom, studentom, emerytom, a także (w okresie wojny polsko-bolszewickiej) żołnierzom (za co Hoover i ARA przez niektórych była krytykowana). Według niektórych historyków (np. Jerzego Lerskiego), pomoc ta miała duże znaczenie dla wysiłku militarnego Polski. Merian C. Cooper, pilot, który zdobył sławę podczas tej wojny i organizator Eskadry Kościuszkowskiej, a także domniemany ojciec Macieja Słomczyńskiego, trafił do Polski jako pracownik pomocy ARA. Szefem misji w Polsce został w 1920 roku Cyril J. Quinn z Michigan.
Dyrektorem programu był Herbert Hoover, późniejszy prezydent USA. W 1919 r. jednej z ulic Warszawy nadano nazwę alei Hoovera. W wigilię tego roku Józef Piłsudski wysłał depeszę do Herberta Hoovera, przewodniczącego ARA, dziękując za dary dla polskich dzieci. Za poprawę zdrowotności społeczeństwa polskiego Uniwersytet Jagielloński przyznał Hooverowi tytuł doktora medycyny. W 1921 r. doktoraty honoris causa nadały mu Uniwersytet Warszawski i Uniwersytet Lwowski. W 1922 w Warszawie odsłonięto (dziś nieistniejący) Pomnik Wdzięczności dla Stanów Zjednoczonych Ameryki dłuta Xawerego Dunikowskiego, upamiętniający dokonania ARA, obok pomnika Mickiewicza na Krakowskim Przedmieściu. Hoover został Honorowym Obywatelem m. stołecznego Warszawy, Honorowym Członkiem PCK oraz Polskiego Towarzystwa Pediatrycznego, Honorowym Obywatelem Lwowa, oraz w 1922 r. Honorowym Obywatelem Rzeczypospolitej.
American Relief Administration zakończyła działalność w Europie (w tym Polsce) w czerwcu 1922 r. Całkowity koszt pomocy wyniósł 200 milionów dolarów (co dzisiaj, po uwzględnieniu inflacji, dałoby sumę ok. 4 miliardów dolarów).
W ZSRR ARA działała do 1923 r. W 1921 r., w czasie wielkiego głodu na Powołżu w Rosji bolszewickiej, Senat USA zatwierdził 20 milionów dolarów na pomoc dla ZSRR. ARA dostarczyła żywność 11 milionom głodujących, dzięki czemu rząd bolszewicki zaoszczędzone w ten sposób własne środki mógł przeznaczyć na zakup broni za granicą. Pomoc dla ZSRR wstrzymano w 1923 roku, gdy ARA odkryła, że ZSRR wznowił eksport zboża.